# Una tarde en el circo
Una tarde en el circo es la novena película de los hermanos Marx, realizada en 1939 por MGM. Les acompañan en el reparto Margaret Dumont, Eve Arden y Kenny Baker, entre otros.

## Buster Keaton
Buster Keaton trabajó en la película como creador de gags (asunto que no se hizo público). La carrera de Keaton ya era inexistente, y se veía obligado a trabajar donde le decían. Los gags complejos y elaborados de Keaton (citados en el libro Groucho, Harpo, Chico and sometimes Zeppo) no acababan de cuadrar con el tipo de humor de los hermanos, asunto que provocó ciertas fricciones entre el cómico y el grupo. 
Cuando Groucho le mencionó a Keaton lo inapropiados que eran sus gags para los hermanos Marx, éste respondió: "Sólo hago lo que el señor Mayer me ha dicho que haga. Vosotros, chicos, no necesitais ayuda".

## Reparto
- Groucho Marx como Detective J. Cheever Loophole.
- Harpo Marx como Punchy.
- Chico Marx como Antonio 'Tony' Pirelli.
- Kenny Baker como Jeff Wilson.
- Florence Rice como Julie Randall.
- James Burke como John Carter.
- Margaret Dumont como Suzanna Dukesberry.
- Barnett Parker como Whitcomb.
- Eve Arden como Peerless Pauline.
- Nat Pendleton como Goliath the Strongman.
- Jerry Maren como Little Professor Atom.
- Fritz Feld como Jardinet.
- Charles Gemora como Gibraltar.

## Números musicales
- Lydia, the Tattooed Lady
- Two Blind Loves
- Swingali
- Blue Moon
- Beer Barrel Polka